# Куккуяново
Куккуяново (баш. Күкҡуян) — село в Дюртюлинском районе Республики Башкортостан Российской Федерации. Административный центр Куккуяновского сельсовета.

## География

### Географическое положение
Расстояние до:
- районного центра (Дюртюли): 22 км,
- ближайшей ж/д станции (Уфа): 130 км.

## История
В «Списке населенных мест по сведениям 1870 года», изданном в 1877 году, населённый пункт упомянут как деревня Кукуянова 4-го стана Бирского уезда Уфимской губернии. Располагалась при речке Малой Евбазе, по левую сторону почтового тракта из Бирска в Мензелинск, в 40 верстах от уездного города Бирска и в 20 верстах от становой квартиры в деревне Дюртюли. В деревне, в 96 дворах жили 594 человека (315 мужчин и 279 женщин, мещеряки), была мечеть. Жители занимались земледелием, скотоводством, пчеловодством.

## Население
| 2002 | 2009 | 2010 |
| ---- | ---- | ---- |
| 682  | ↗756 | ↘708 |

Согласно переписи 2002 года, преобладающие национальности — татары (52 %), башкиры (45 %).

## Религия
В селе есть мечеть.